# Collatino

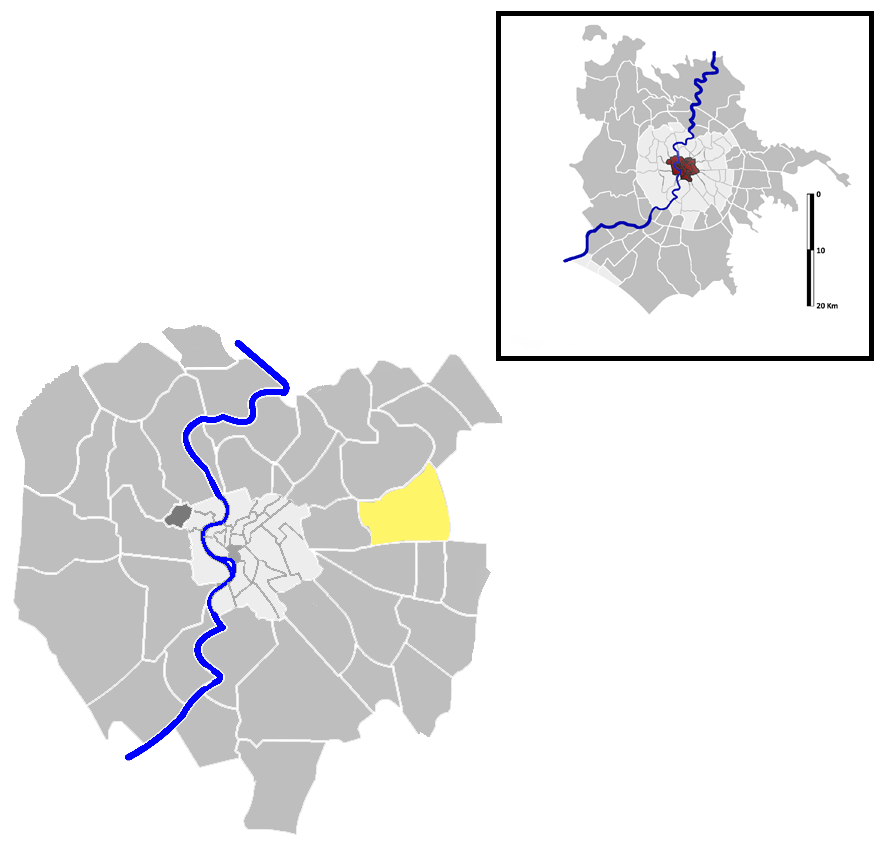
Quartiere Collatino

Collatino é o vigésimo-segundo quartiere de Roma e normalmente indicado como Q. XXII. Seu nome é uma referência à Via Collatina, que inicia no interior do quartiere do lado esquerdo da Via Prenestina e que leva à zona de Lunghezza.

## Geografia
O quartiere Collatino fica na região leste da cidade. De formato mais ou menor retangular, está subdividido em seis setores pelo trecho urbano da A24 e pela ferrovia Roma-Sulmona-Pescara, que o atravessam de oeste para leste, e pela Via della Serenissima e Via Filippo Fiorentini, que o atravessam de sul a norte. Suas fronteiras são:
- ao norte está o quartiere Q. XXI Pietralata, separado pela Via Tiburtina, da Via di Portonaccio até a Viale Palmiro Togliatti.
- a leste está o quartiere Q. XXIX Ponte Mammolo e as zonas Z. VII Tor Cervara, separada pela Viale Palmiro Togliatti, da Via Tiburtina até a auto-estrada A24, e Z. VIII Tor Sapienza, separada pela Viale Palmiro Togliatti, da auto-estrada A24 até a Via Prenestina.
- ao sul estão os quartieres Q. XIX Prenestino-Centocelle, separado pela Via Prenestina, da Viale Palmiro Togliatti até a Via Tor de Schiavi, e Q. VII Prenestino-Labicano, separado pela Via Prenestina, da Via Tor de Schiavi até o Largo Preneste.
- a oeste está o quartiere Q. VI Tiburtino, separato pela Via di Portonaccio, do Largo Preneste até a Via Tiburtina.

Além disto, são regiões históricas contidas em Collatino os bairros de Portonaccio, Santa Maria del Soccorso (antigo borgo Tiburtino III), Verderocca, a seção oeste de Colli Aniene, Villa Gordiani e Parco Prampolini.

## História
Collatino foi criado oficialmente em 1961 com base no antigo subúrbio S. III Tiburtino, que deixou de existir. Ainda é possível encontrar na região placas de rua com a numeração "S. III".

## Vias e monumentos
- Tor dei Schiavi
- Via Collatina
- Via Prenestina
- Via Tiburtina

### Antiguidades romanas
- Catacumba da Via Rovigno d'Istria
- Cisterna da Piazza Ronchi[1]
- Villa Gordiani

## Edifícios

### Outros edifícios
- Anfiteatro di Tor Tre Teste
- Forte Tiburtina
- Teatro Tendastrisce[2]

### Igrejas
- Sant'Agapito
- Gesù di Nazareth
- San Giovanni Battista in Collatino
- San Giuseppe Artigiano
- Sant'Igino papa
- Santa Maria Addolorata
- Santa Maria del Soccorso
- Santa Maria della Visitazione